# Michael Bella
Michael Bella (ur. 29 września 1945 w Duisburg) – niemiecki piłkarz występujący na pozycji obrońcy.

## Kariera klubowa
Bella karierę rozpoczynał jako junior w klubie DJK Lösort-Meiderich. W 1957 roku trafił do juniorskiej ekipy klubu Meidericher SV. W sezonie 1963/1964 został włączony do jego pierwszej drużyny, grającej w Bundeslidze. Zadebiutował w niej 20 marca 1964 w zremisowanym 2:2 meczu z Herthą Berlin. 15 stycznia 1965 w wygranym 5:2 pojedynku z VfB Stuttgart strzelił pierwszego gola w trakcie gry w Bundeslidze. W 1966 roku zdobył z klubem Puchar Niemiec. W tym samym roku jego klub zmienił nazwę na MSV Duisburg. Również od tamtego sezonu Bella stał się podstawowym graczem swojej drużyny, w której wcześniej pełnił rolę rezerwowego. W 1975 roku drugi raz w karierze zdobył z klubem Puchar Niemiec. W Duisburgu grał do 1978 roku. Wówczas zakończył karierę. W sumie rozegrał tam 405 ligowych spotkań i zdobył 13 bramek.

## Kariera reprezentacyjna
W reprezentacji Niemiec Bella zadebiutował 18 grudnia 1968 w przegranym 1:2 towarzyskim meczu z Chile. Wszedł wówczas na boisko w 26. minucie meczu, zmieniając Franz Beckenbauera. W 1972 roku został powołany na mistrzostwa Europy. Nie zagrał na nich ani razu, a Niemcy zostały ich zwycięzcą. W kadrze Bella rozegrał w sumie cztery spotkania.